# Melchiorre Lo Piccolo
Melchiorre Lo Piccolo (Licata, 30 juni 1816 - 8 mei 1881) was een Rooms prelaat op Sicilië. Hij werd bisschop van Nicosia in de overgang van het koninkrijk der Beide Siciliën naar het eengemaakte koninkrijk Italië.

## Levensloop
Lo Piccolo groeide op in Licata, Sicilië, in het koninkrijk der Beide Siciliën.
Zijn kerkelijke carrière startte als vicaris-generaal van het bisdom Piazza Armerina op Sicilië. Paus Pius IX bevorderde hem tot bisschop van het naburige bisdom Nicosia (1858). In 1859 ontving Lo Piccolo de bisschopswijding. Dit vond plaats in de Santi XII Apostoli basiliek in Rome uit de handen van kardinaal Girolamo d’Andrea, die afkomstig was van het koninkrijk der Beide Siciliën.
Het bestaan van de Beide Siciliën liep ten einde. Sicilië kwam in opstand tegen het Bourbonregime toen de Roodhemden door Sicilië trokken (1860). Sicilië werd deel van het eengemaakte Italië.
In Nicosia zette Lo Piccolo de strijd van zijn drie voorgangers voor – het bisdom ontstond pas in 1817 – tegen het stadsbestuur. De strijd ging over het verwerven van vastgoed om een priesterseminarie onder te brengen. De machthebbers van het eengemaakte Italië trokken de lijn van hun voorgangers echter verder: geen priesterseminarie in Nicosia. 
Lo Piccolo nam deel aan het Eerste Vaticaans Concilie op het moment dat Rome in handen viel van het eengemaakte Italië (1870). 
Pas na zijn dood in 1881 kwam er een overeenkomst tussen de stad Nicosia en het bisdom over de inrichting van het priesterseminarie (1882).